# Chiller (toestel)

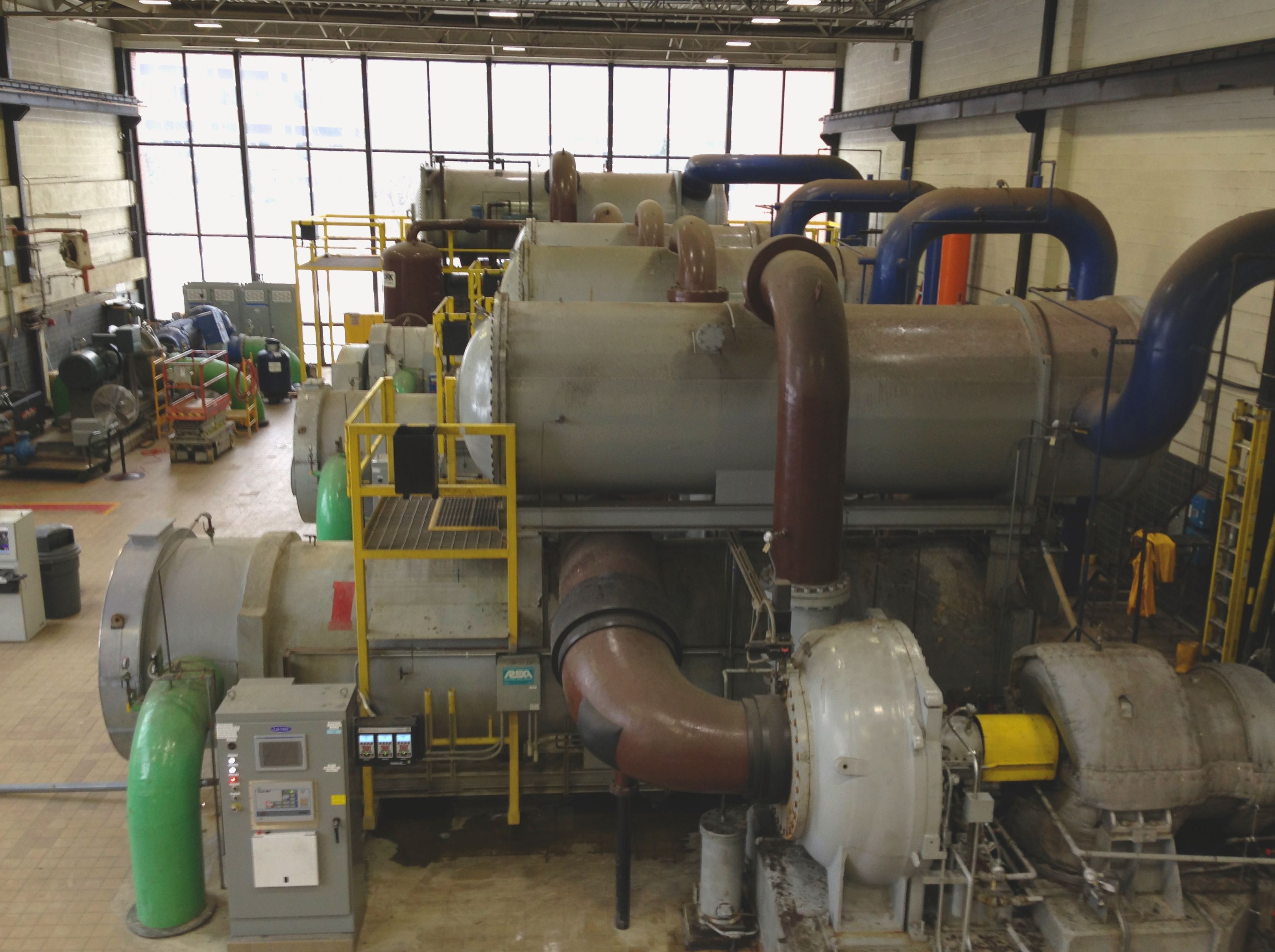
Chillers

Een chiller is een apparaat dat een ruimte koelt door de warmte te verplaatsen naar een andere ruimte. Een chiller gebruikt de techniek van een warmtepomp. Een chiller zal echter maar in één richting werken en de geproduceerde warmte wordt bij een chiller vaak gezien als 'restwarmte'. Een warmtepomp in een woning zal echter vaak in twee richtingen kunnen werken zodat deze installatie kan werken als verwarming in de winter en als airco in de zomer.
De meest voorkomende toepassing van een chiller is een koelkast. Hierbij wordt het koelvak gekoeld en wordt de ruimte waarin de koelkast staat opgewarmd. 

## Werkingsprincipe
Het grote voordeel van een chiller is dat er gekoeld kan worden onder de omgevingstemperatuur. Dit terwijl sommige systemen maar kunnen koelen tot de temperatuur van de omgeving. De koeling is gebaseerd op het natuurkundige principe dat een verdampende vloeistof energie opneemt van de omgeving en een condenserende vloeistof warmte afgeeft aan de omgeving.
Dat een verdampende vloeistof warmte opneemt, is uit te proberen door op een zonnige zomerdag in het zwembad te springen en eruit te klimmen. Doordat het water op het lichaam verdampt en warmte onttrekt koelt het lichaam af. Een chiller bevat de volgende componenten: 
- Compressor (4)
- Condensor (1)
- Expansie-onderdeel (2)
- Verdamper (3)
- Koelmiddel

### Compressor
De compressor doet niets anders dan het gasvormige koelmiddel rondpompen. Hierbij wordt aan de perszijde van het systeem het koelmiddel samengeperst en wordt het persgas in de condensor omgevormd naar vloeistof door middel van warmte afgifte aan de omgeving. Er zijn verschillende soorten compressoren. In koelkasten en vriezers wordt voornamelijk een zuiger-compressor gebruikt. In modernere airconditioners en zwaardere systemen worden ook andere types compressoren gebruikt zoals scroll-compressoren of roterende compressoren.

### Condensor
Net als dat bij het verdampen van een vloeistof warmte onttrokken wordt aan de omgeving, ontstaat bij het samenpersen van een gas warmte. Deze warmte moet worden afgevoerd en dit gebeurt in de condensor. Een koelkast bevat vaak een passieve condensor (het zwarte 'rek' dat achter op de koelkast zit). Bij andere systemen zoals airco's wordt gebruikgemaakt van een actieve condensor. Bij het samenpersen van het gas loopt de druk hoog op, de condensor moet ook geschikt zijn voor deze drukverschillen. Hoe hoog deze druk is, hangt af van het gebruikte koelmiddel en de temperatuur van de omgeving. Om de druk zo laag mogelijk te houden is het van belang de condensor goed te koelen. Daarom zit er op deze condensors altijd een ventilator. Verder dient de condensor ook geschikt te zijn voor het af te voeren vermogen.

### Expansie-onderdeel
Dit onderdeel zorgt ervoor dat de samengeperste vloeistof weer verdampt en dus koude onttrekt aan de omgeving. Er wordt gezorgd voor een drukverschil tussen de perszijde en de zuigzijde zodat verdamping kan plaatsvinden. Dit kan op verschillende manieren gebeuren maar de meest gebruikte methoden zijn een capillaire leiding, smoorventiel en een TEV/TVX. 
- Capillaire leiding: Dit is een zeer dunne leiding (meestal < 1 mm binnendiameter). Door een bepaalde lengte van deze leiding te gebruiken wordt er een weerstand voor de vloeistof gecreëerd en zal dus een drukverschil ontstaan. De lengte en diameter van deze leiding en hiermee het drukverschil bepaalt in combinatie met de compressor de capaciteit en temperatuur van het systeem. De capillaire leiding zorgt ervoor dat er bij een uitgeschakeld systeem uiteindelijk geen drukverschil meer is tussen perszijde en zuigzijde. Hierdoor hoeft de compressor een mindere kracht te leveren bij het opstarten.
- Smoorventiel: (ook wel smoorklep of expansieventiel genoemd) is een vernauwing of prop in een gasleiding zodanig dat er een drukverschil ontstaat en het gas de gelegenheid krijgt uit te zetten (te expanderen).
- TEV/TVX: Dit is een afkorting van thermostatic expansion valve. Dit is een methode waarbij de temperatuur van de zuigleiding wordt gemeten, en hiermee wordt een klep geopend of juist gesloten om zo meer of minder koelmiddel te laten verdampen. Deze methode kan dus veel beter omgaan met een variërende load op het systeem. Bij gebruik van een expansieventiel is er ook een vloeistofvat in het systeem aanwezig als buffer voor het koelmiddel. Bij gebruik van een TEV moet de compressor genoeg kracht hebben om op te starten met een drukverschil.

### Verdamper
Dit is het onderdeel waar het koelmiddel uiteindelijk in verdampt en dus warmte aan de omgeving onttrekt. Bij een airco lijkt de verdamper op een auto radiator waar lucht doorheen geblazen wordt en zo wordt afgekoeld door het verdampende koelmiddel. Het verdampte koelmiddel wordt uiteindelijk weer weggezogen door de compressor om zo de kring opnieuw te beginnen.

### Koelmiddel
Er zijn verschillende soorten koelmiddelen. Vroeger werd er voornamelijk gebruikgemaakt van chloorfluorkoolstofverbindingen (cfk's) zoals R12 (ook wel freon genoemd) en R502. R12 was voor normale toepassingen en R502 was voor de lage temperatuur toepassingen. Deze koelmiddelen zijn zeer schadelijk voor de ozonlaag. Daarom is besloten om deze koelmiddelen niet meer te produceren en is het verboden deze middelen te gebruiken. Ook chloordifluormethaan (HCFC) zoals R22 werden lange tijd volop gebruikt voor bijvoorbeeld airconditioningtoepassingen. R22 is wel minder schadelijk dan R12 en R502, maar nog steeds schadelijk voor de ozonlaag. R22 mag nog wel gebruikt worden in systemen die operationeel zijn, maar zijn verboden te gebruiken na lekken of herstellingen in bestaande systemen. Ook in nieuwe systemen is R22 totaal verboden in de EU. In de VS wordt R22 nog volop gebruikt.
Om alle bovenstaande koelmiddelen te vervangen door milieuvriendelijkere versies wordt er tegenwoordig gebruikgemaakt van gechloreerde koolwaterstoffen (HFC) zoals R134a (normale koelkasten), R404a/R507 (lage temperatuur toepassingen) en R407c/R410a (airconditioning). Deze koelmiddelen zijn niet meer schadelijk voor de ozonlaag, maar dragen nog wel bij aan de opwarming van de aarde. Om deze reden mag je in Nederland zonder STEK-licentie niet met deze middelen werken.
Als laatste zijn er nog de natuurlijke koelmiddelen zoals R290 (propaan), R600 (butaan), R600a (isobutaan), R1270 (propeen/propyleen). Het nadeel van deze koelmiddelen is dat ze allemaal brandbaar zijn. Bij een gesloten systeem hoeft dit echter geen probleem te zijn. Zo wordt bijvoorbeeld R600a in heel veel koelkasten van Duitse makelij gebruikt.

## Verschillende soorten koelsystemen
- Single stage: De meest gebruikte koelsystemen (koelkasten/vriezers en airco's) zijn allemaal single stage-systemen. Dit houdt in dat ze één compressor en één type koelmiddel bevatten. Er is echter wel verschil in het toepassingsgebied (low temperature, medium temperature en airconditioning). Single stage systemen kunnen tot ongeveer −50 °C koelen. Is er een lagere temperatuur nodig, dan moet er worden gedacht aan een complexer systeem.
- Cascadesystemen: Een cascadesysteem is een aaneenschakeling van twee of meer single stage systemen, waarbij de verdamper uit het eerste systeem en de condensor uit het tweede systeem zijn vervangen door een warmtewisselaar. Het eerste systeem koelt zo het koelmiddel uit het tweede systeem wat op die manier onder druk vloeibaar gemaakt kan worden zonder dat er uiterst hoge drukken ontstaan. De gebruikte gassen in het tweede systeem zijn gassen die onder normale temperaturen alleen onder extreem hoge druk tot vloeistof kunnen worden samengeperst. Hierdoor is het werken aan cascadesystemen ook gevaarlijk als je niet weet waar je mee bezig bent en kan zelfs dodelijk zijn! Met twee stage cascadesystemen worden temperaturen tot zo'n −100 °C gehaald, afhankelijk van de gebruikte componenten en het gebruikte koelmiddel.
- Compound cooling systems: Deze systemen gebruiken ook twee compressoren. Deze systemen zijn echter niet gescheiden door een warmtewisselaar, maar gewoon in serie geschakeld. Ze gebruiken dus twee compressoren, maar slechts één koelmiddel. Door gebruik van twee compressoren kan er een groter drukverschil worden gehaald.
- Autocascades: Een autocascade is een systeem met één compressor, maar meerdere koelmiddelen. De koelmiddelen worden in het systeem van elkaar gescheiden door een fase-afscheider en wordt vervolgens gebruikt om via een warmtewisselaar het volgende koelmiddel te koelen zoals bij een normaal cascade systeem. Ook hierbij geldt dat er vaak hoge druk gassen worden gebruikt als koelmiddel.

## Toepassingen
- Koelkast, diepvriezer
- Airco
- PC–koeling